# Большой Озерецк (Сенненский район)
Большой Озерецк (бел. Вялі́кі Азярэ́цк) — деревня в Сенненском районе Витебской области Беларуси. Входит в состав Богдановского сельсовета.

## География
Пролегает дорога Н-86.
Ближайшие населённые пункты Малый Озерецк, Рудница, Сергейки и др.

## История
Упоминается в 1642 году как деревня в Оршанском повете Великого Княжества Литовского.
С 1909 года в Ульяновичской волости Сенненского уезда Могилёвской губернии.
До 2004 года деревня входила в состав Ульяновичского сельсовета.

## Население

### Численность
- 2009 год — 89 жителей

### Динамика
- 1909 год — 398 жителей, 63 дворов[3]
- 1999 год — 165 жителей (перепись населения)
- 2009 год — 89 жителей (перепись населения)[3]

## Улицы
- Поселковая
- Чашникская

## Достопримечательность
- Усадьба Маевских «Красная Гора».
- Курганный могильник (IX—XIII вв.), в 0,6 км на юго-запад от деревни —  Историко-культурная ценность Республики Беларусь, шифр 213В000741.

## Галерея
- Усадьба Маевских. 1907 год.
- Усадьба Маевских. 1907 год.
- Плита с гербами шляхты около музея. Перевезена из д. Большой Озерецк в Сенно.